# Filin (marine)
Le filin est le nom générique de tous les cordages en fibres (chanvre, nylon, etc.) utilisés à bord. Un franc-filin est un filin servant à confectionner des cordages de force.

## Présentation
Suivant le nombre des éléments qui le composent, le filin est dit de trois ou quatre :
- un filin est en quatre s'il est composé de quatre torons. Le filin en quatre comporte en son centre une mèche, pour éviter la déformation des torons à partir d'une grosseur de 60 mm.
- un filin est en trois si, commis en aussière, il est composé de trois torons.

Le filin est blanc ou noir selon qu'il est ou non goudronné. Suivant son état, il est dit neuf, demi-usé ou condamné. Le vieux filin se nomme aussi fourrure.
Le mot filin n'est pas employé lorsqu'il s'agit d'une manœuvre métallique, on parlera alors de fil d'acier.